# Ozette (pomme de terre)
L'Ozette, appelée aussi localement Macah Ozette ou Anna Cheeka’s Ozette, est une variété ancienne de pomme de terre originaire du nord-ouest des États-Unis. Cette pomme de terre, du type Fingerling, est cultivée depuis plus de deux siècles par les Makahs, tribu amérindienne de l'État de Washington et n'a été « redécouverte » qu'à la fin des années 1980.
Le nom « Ozette » est celui d'un des cinq villages d'origine de la tribu Makah.

## Description
Les tubercules ont une forme irrégulière, allongée, tubulaire, longue de 2 à 3 pouces (5,1 à 7,6 cm). La peau de couleur beige mouchetée de taches couleur de terre. Les yeux sont relativement enfoncés. La chair de couleur blanc crème est ferme.

## Histoire
L'origine de cette pomme de terre remonte très vraisemblablement à une incursion des Espagnols dans cette région à la fin du XVIIIe siècle. En 1792, un fort espagnol a été construit par Salvador Fidalgo à Nuñez Gaona, aujourd'hui Neah Bay, sur la côte nord-ouest du détroit de Juan de Fuca, avec un jardin qui a pu contenir des pommes de terre. En effet, des pommes de terre, et des tomates, étaient cultivées dès l'année précédente dans l'implantation espagnole de baie Nootka un peu plus au nord. Le fort fut abandonné dès le printemps suivant, mais les Macahs ont pu obtenir des pommes de terre soit en commerçant avec les Espagnols, soit en disposant de repousses dans le jardin abandonné.
Dans les années 1860, un instituteur qui vivait chez les Macahs, James Swan, indiquait que la pomme de terre était un aliment de base de cette tribu, à côté du poisson et de l'huile de phoque ou de baleine.
En 1988, la pomme de terre des Macahs a été introduite dans la United States potato genebank de Sturgeon Bay (Wisconsin) sous le nom de Swedish Colony, son origine présumée étant attribuée à un ancien établissement suédois situé près du lac Ozette.
À la même époque, elle fut commercialisée par un vendeur de semences de l'Idaho sous le nom d'Ozette à l'insu des Macahs.
Depuis 1990, des échantillons de cette pomme de terre collectés en collaboration avec la tribu Macah, sont conservés sous forme de culture de tissus dans les laboratoires du service de recherche agronomique du département de l'Agriculture des États-Unis (USDA) à Prosser (Washington).
En 2006, un partenariat s'est formé pour assurer la promotion de cette variété de pomme de terre. Les partenaires en sont l'association Slow Food de Seattle, la nation Makah, des producteurs qui fournissent restaurants et marchés fermiers, un laboratoire de l'USDA qui produit des semences certifiées et l'association Seattle Chefs Collaborative qui regroupe des restaurants et des producteurs de la région.

## Origine génétique
L'Ozette est une variété traditionnelle dont l'origine génétique précise est inconnue. Toutefois, une analyse phylogénétique conduite à l'université d'État de Washington a confirmé quelle avait été importée directement d'Amérique du Sud, alors que toutes les autres variétés cultivées aux États-Unis dérivent d'importations provenant d'Europe.